# Teenage Mutant Ninja Turtles (Zeichentrickserie)
Teenage Mutant Ninja Turtles ist eine US-amerikanische Zeichentrickserie, die auf den gleichnamigen Comics von Kevin Eastman und Peter Laird basiert.

## Entstehung
Von 2003 bis 2009 wurde für das US-amerikanische Fernsehen eine neue Zeichentrickserie produziert. Diese neue Serie ist stärker als alle bisherigen Comicadaptionen an den Original-Comic angelehnt, mit Erscheinungen zusätzlicher Charaktere, die außerhalb des Comics in der TMNT-Franchise wenig bis gar nicht bekannt waren.
Obgleich auch diese Serie hauptsächlich auf Kinder zugeschnitten ist, ist sie düsterer und anspruchsvoller als ihre Vorgänger. Die Handlungsstränge zwischen den einzelnen Folgen sind eng miteinander verknüpft: ein Ereignis in einer Folge kann in einer späteren ihre speziellen Konsequenzen tragen. Insofern beinhaltet die Serie eine von Anfang bis Ende wirklich zusammenhängende Story.

## Inhalt
Die Serie handelt von vier zu humanoiden mutierten Schildkröten Donatello, Leonardo, Michelangelo und Raphael, welche in der Kanalisation New York Citys leben. Die vier Turtles werden von der ebenfalls mutierten Ratte und ihrem Ziehvater Splinter in der fernöstlichen Kampfkunst Ninjutsu unterrichtet.
Als eines Tages der „Bau“ der Turtles von seltsamen Robotern zum Einsturz gebracht wird, werden die vier Turtles von ihrem Meister getrennt und folgen den Maschinen an die Oberfläche; dort entdecken sie eine ganz neue Welt. Doch auch dort herrscht Krieg, denn der Industriemagnat Oroku Saki terrorisiert mit seinem Foot-Clan, dem brillanten Wissenschaftler Baxter Stockmann und Hun, dem Anführer der „Purple Dragon“-Straßengang, New York City.
Nun liegt es an den Teenage Mutant Ninja Turtles, den Frieden nach New York zu bringen…

### Staffel 1 bis 2
Shredder unterdrückt aus dem Schatten heraus New York City und es ist an den Turtles ihn zu stoppen. Während der vielen Kämpfe mit ihren Feinden erfahren die Turtles einiges über den Shredder. Dieser ist in Wahrheit kein Mensch, sondern ein Utrom, ein außerirdisches blob-ähnliches Wesen, das sich an der Menschheit und an seiner eigenen Rasse rächen will. Auch die Geheimnisse um Splinters und Yoshis Vergangenheit werden nach und nach gelüftet.

### Staffel 3
In dieser Staffel spielen folgende Storys eine wichtige Rolle:
- eine Invasion der Triceratons, die immer noch nach Professor Honeycutt suchen, auf der Erde, welche die Turtles abwehren müssen und die darauf folgende Beendigung des Krieges zwischen den Triceratons und der Föderation;
- ein erneuter Angriff des Ultimativen Ninja und seines Verbündeten Drako, die zu einem Wesen fusioniert sind, schleudert die Turtles durch Zeit und Raum, worauf sich jeder von ihnen an einem anderen Ort wiederfindet – Michelangelo gelangt in eine Parallelwelt, wo die Turtles Superkräfte erlangt haben und gegen ihren alten Meister kämpfen müssen; Raphael macht bei einem intergalaktischen Motorradrennen mit; Donatello findet sich in einer finsteren Zukunft wieder, in der Shredder die Weltherrschaft übernommen hat; und Leonardo kämpft in der Heimatwelt seines Freundes Usagi gegen feindliche Ninjas und ihren Herrn, Fürst Hebi – ehe es Leonardo gelingt, seine Brüder zu sich zu rufen und alles wieder zum Guten zu wenden;
- das Auftauchen des mysteriösen Agent Bishop;
- und der Versuch, Shredder davon abzuhalten, seine mörderische Herrschaft in den Rest des Universums auszudehnen.

### Staffel 4 und 5
Ch'rell wurde von seinem eigenen Volk auf einen weit entfernten Planeten verbannt, doch seine Adoptivtochter Karai sinnt auf Rache an den Turtles. So beschwört sie die uralten Geister der Elemente, welche die Turtles auslöschen sollen. Doch diese haben andere Pläne: Sie wollten den wahren Shredder des feudalen Japan wieder erwecken und die ganze Welt erobern.
Zur selben Zeit sieht sich Leonardo seiner wachsenden Besessenheit, seine Familie unter allen Umständen beschützen zu müssen, konfrontiert und muss sich neuem Training unterziehen. Unterrichtet wird er vom „Uralten“ (the „Ancient One“), ein unsterbliches Wesen, welches bereits Hamato Yoshi trainiert hat. Dann werden die Turtles von einem Tribunal von unsterblichen Mystikern rekrutiert und trainiert, um der Bedrohung des Original-Shredders, eines Dämonen, entgegenzuwirken. Doch das Tribunal hat seine eigenen dunklen Geheimnisse, die die Turtles manchmal zweifeln lassen, ob sie im Kampf gegen ihren Erzfeind Freund oder Feind helfen.
Eine Folge der vierten Staffel, „Insane in the Membrane“, wurde in den USA nie im öffentlichen Fernsehen ausgestrahlt. Der Plot beinhaltet den Versuch Stockmans, sich einen neuen menschlichen Körper zu klonen und damit wieder wirklich leben zu können. In seiner Ungeduld jedoch übersieht er wichtige Details, die zur Folge haben, dass Stockman bei lebendigem Leibe zerfällt. In seiner Verzweiflung wird Stockman wahnsinnig, gibt April die Schuld an seiner Misere und versucht sie daher zu töten. Am Ende jedoch, durch eine Halluzination seiner verstorbenen Mutter verleitet, rettet er April letztendlich das Leben, bevor er in den East River fällt; jedoch wird er schließlich von Agent Bishops Männern wieder geborgen und tritt weiterhin in der Serie auf.

### Staffel 6: „Fast Forward“
Durch einen Unfall werden die Turtles und ihr Meister ins Jahr 2105 teleportiert. Dort beschützen sie den Jungen Cody Jones, einem Nachfahren von April O’Neil und Casey Jones, vor den Mordanschlägen seines Onkels Darius Dunn. Doch das ist leichter gesagt als getan, denn Darius benutzt verschiedene futuristische Monster, um auch die Turtles auszulöschen. Darunter finden sich Viral, ein lebender Computervirus, Sh'Okanabo, eine mythische Alienlebensform und intergalaktischer Eroberer, Kanabo-Klone der vier Turtles ohne jegliches Ehrgefühl, und viele mehr...

### Staffel 7: „Back to the Sewer“
Die Turtles schaffen es endlich, in ihre Zeit zurück zu reisen, doch dort hat sich einiges verändert. Nachdem Shredder vernichtet wurde und Karai sich zurückgezogen hatte, wurde der Footclan aufgelöst und Hun terrorisiert mit seinen „Purple-Dragon“ erneut New York City. Zu allem Überfluss folgte Viral den Turtles durch das Zeitportal und verschmilzt mit einer „Gedächtnisdatei“ von Ch'rell, dem Utrom Shredder, und erschafft einen komplett neuen Feind: Den Cyber-Shredder. Vor der Umwandlung jedoch wandelt Viral Splinter mithilfe eines von Donatellos modifizierten Compilers in Datenbits und Bytes um und verstreut ihn über den gesamten Cyberspace. Das Ziel der Turtles ist nun, die einzelnen Bausteine von Splinter in der digitalen Welt zu finden, um ihn wiederherstellen zu können.
Die Serie beschließt in der letzten Episode auch die Beziehung zwischen April und Casey mit deren Heirat, bei welcher allerdings nicht nur alte Freunde, sondern auch der Cyber Shredder und der Foot Clan als Hochzeitsgäste vorbeischauen.

### Fernseh-Special
Zum Finale der Serie wurde ein 70 Minuten langes Fernseh-Special produziert, das unter dem Titel „Teenage Mutant Ninja Turtles: Turtles Forever“ auf der San Diego Comic Con seine Premiere feiert.
Das Special ist ein Crossover mehrerer Turtles Serien, darunter die original Comic Turtles von 1984, die Turtles aus der ersten Zeichentrickserie und die der neuen Zeichentrickserie.

## Charaktere
Neben den obligatorischen Hauptfiguren, den Turtles – Leonardo, Raphael, Donatello und Michelangelo –, und ihrem Meister und Ziehvater Splinter, kommen auch andere Charaktere in der Serie vor, viele von ihnen basierend auf deren Mirage Comics-Originale (entsprechend mit einem „*“ gekennzeichnet), andere als ganz neue Figuren:
- April O’Neil* und Casey Jones*, die ersten menschlichen Freunde der Turtles. An die Mirage-Comicserie angelehnt ist April zunächst wissenschaftliche Assistentin von Baxter Stockman, bevor sie den Turtles begegnet und in ihre Abenteuer hineingezogen wird. Casey ist den Turtles schon in seiner Kindheit begegnet und hat nach dem Tod seines Vaters von ihnen gelernt, im Kampf seinen Mann zu stehen
- Vom Shredder* gibt es in der Serie drei verschiedene Inkarnationen:
  - Oroku Saki/Tengu Shredder: Ein legendärer Krieger aus dem alten Japan, der einen Pakt mit einem sterbenden Dämonen einging und so zu einem Wesen von unvorstellbarer, böser Macht wurde. Der Tengu Shredder wird in der fünften Staffel zum Hauptfeind der Turtles.
  - Ch'rell/Utrom Shredder: Ein homozider Utrom-Renegat, der sich die Legende des ursprünglichen Shredder zunutze machte, um Furcht und Schrecken zu säen. Er ist der eigentliche Hauptfeind der Turtles in der ersten bis dritten Staffel und im Zeichentrickspecial Turtles Forever.
  - Cyber Shredder: Ein kybernetisches Computerengramm des Utrom Shredders, den dieser für den Fall seiner Vernichtung im Cyberspace hinterlassen hatte. Durch die Einmischung von Viral, einem lebenden Computervirus, wurde der Cyber Shredder entfesselt und trachtet genau wie sein Original nach der Vernichtung der Turtles.
- Baxter Stockman*, ein Wissenschaftler mit großem Genius, aber einem noch größeren Ego, und der ursprüngliche Leiter der wissenschaftlichen Abteilung des Foot Clans unter dem Utrom Shredder. Im Verlauf der Rückschläge, die er durch die Turtles erleidet, wird sein Körper nach und nach auseinandergenommen, bis nur noch sein Gehirn und sein rechtes Auge übrig bleiben. Nach dem Fall des Shredders wird er wissenschaftlicher Berater von Agent Bishop.
- Karai*: Die Führerin des japanischen Zweigs der Foot in den Comics, und in dieser Serie Shredders Adoptivtochter. Sie fühlt sich ihrem 'Vater' verpflichtet, da er sie als Kind bei sich aufgenommen hat, folgt aber auch dem Weg des Kriegers, wobei Shredders blutrünstige Weltauffassung oftmals mit ihrem Gewissen in Konflikt gerät. Sie tritt im Verlauf der Serie sowohl als Verbündete als auch als Feindin der Turtles auf und erscheint auch im computeranimierten Spielfilm von 2007 und im Zeichentrickspecial Turtles Forever.
- Hun: Der Anführer der Purple Dragons, einer Straßengang, die oftmals die Aufträge erledigt, für die der Foot Clan zu auffällig oder unnötig ist. Hun ist dem Utrom Shredder treu ergeben, verachtet aber Karai und Stockman. Seinerseits ist er auch ein spezieller Feind von Casey Jones, da es die Purple Dragons waren, die für die Zerstörung des Ladens seines Vaters und dessen anschließenden Tod verantwortlich sind und ihn selbst zum Vigilantismus getrieben haben.
- Dr. Chaplin: Ein brillanter junger Wissenschaftler im Dienste des Utrom Shredder, der eine tiefe Verehrung für Stockman (als sein Vorbild) und Karai (aus persönlichen Gründen) hegt.
- Agent Bishop: Ein Veteran des Amerikanischen Bürgerkrieges, der von Außerirdischen entführt worden war und eine so starke Paranoia gegen sie entwickelte, dass er eine Organisation namens Earth Protection Force („Erdschutztruppe“) aufbaute, um mit jedweder Alienbedrohung fertigwerden zu können. Um sein Ziel zu erreichen, schreckt er auch nicht vor unmenschlichen Experimenten an gefangenen Aliens und Mutanten – so den Turtles, Splinter und Leatherhead – zurück und hat, um den Altersverfall zu bekämpfen, auch seinen eigenen Körper mit Alien-DNA modifizieren lassen. In der Zukunft (der sechsten Staffel) jedoch ist er der Präsident einer pan-galaktischen Allianz, nachdem er durch ein dramatisches Ereignis einen extremen Sinneswandel erfuhr und seitdem eine friedlichere Verbindung mit außerirdischen Rassen anstrebte.
- Utrom*: Eine Rasse von klumpkörprigen, aber friedliebenden Außerirdischen, von der eine Gruppe vor Jahrhunderten auf der Erde notlanden musste und, um sich zu tarnen, menschlich aussehende Exoskelette entwickelte, bis die Erde auf dem nötigen technischen Stand war, um ihre Heimkehr zu ermöglichen. Zu ihrem Schutz vor Shredders (Ch'rells) Nachstellungen bildeten die Utrom einen Orden aus menschlichen Vertrauten, die Wächter (The Guardians), zu denen auch Splinters verstorbener Meister Hamato Yoshi zählte, und das Abfallprodukt von einem ihrer Experimente verursachte auch die Mutation der Turtles und Splinter. Krang, eine Figur aus der 1987er Serie, hat in einer Folge einen Cameo-Auftritt als einer der Utroms.
- Miyamoto Usagi* und dessen Freund Gen* aus der Comicserie Usagi Yojimbo haben auch verschiedene plot-tragende Auftritte in der Serie.
- Die Justice Force*: Eine Superheldengruppe unter der Leitung des Silver Sentry, zu deren Mitgliedern auch Michelangelo (unter dem Alias „Turtle Titan“) zählt.
- Renet*: Eine junge Zeithüterin im Training, welche durch ihre Angewohnheit, mit Hilfe des Zeitzepters ihres Mentors Lord Simultaneous* nach Abenteuern und Aufregung zu suchen, und mit ihrer eigenen Schusseligkeit den Turtles ungewollt so manche Probleme quer durch Raum und Zeit beschert.
- Die Triceratonische Republik* und Die Föderation*: Zwei außerirdische Systemregierungen, die sich schon seit langer Zeit einen erbitterten Krieg liefern. Der Konflikt kommt durch die Jagd nach Professor Honeycutt zur Eskalation und wird nur durch das Eingreifen der Turtles gestoppt, die triceratonischen Widerstandskämpfern helfen, deren korrupte Regierung zu stürzen.
- Professor Honeycutt/Der Fugitoid*: Ein Wissenschaftler der Föderation, dessen Bewusstsein durch einen Unfall in einen Roboterkörper transferiert wurde. Seine größte Erfindung, ein Teleporter, wird zum ungewollten Auslöser eines letzten Krieges zwischen der Föderation und der Triceratons, da jede Partei sie als die ultimative Waffe einzusetzen gedenkt. Schließlich jedoch gelingt es den Turtles, den Konflikt beizulegen, und Professor Honeycutt findet Asyl auf der Erde.
- Der Ultimative Daimyo ist der Herrscher und Behüter des Kampfnexus („Battle Nexus“), einer Dimension, welche speziell für Wettkämpfe zwischen den größten Kriegern aller Welten und Dimensionen zu einer Arena ausgebaut wurde. Sein Sohn, der Ultimative Ninja, versucht zunächst die Macht im Nexus an sich zu reißen, aber die Liebe zu seinem Vater ermöglicht am Schluss seine Wiedergeburt als Kind durch Lord Simultaneous.
- Leatherhead (Lederkopf)*: Ein Alligator, der durch dasselbe Mutagen wie die Turtles und Splinter zu einem humanoiden Wesen mutiert wurde. Hochintelligent und wissenschaftlich begabt, leidet Leatherhead jedoch von Zeit zu Zeit unter berserkerartigen Anfällen, die ihn selbst für seine Freunde zu einer Gefahr machen.
- The Garbageman (Der Müllmann): Ein verrückter Krimineller, der sich ein Imperium aus Müll erschaffen will. In einer geplanten Folge („Nightmares Recycled“) sollte bekannt gemacht werden, dass der Garbageman und Hun in Wirklichkeit zusammengewachsen geborene Zwillingsbrüder waren, die getrennt wurden und von denen einer „wie Müll“ weggeworfen worden war; diese Folge wurde aber als zu radikal für eine Kinderserie angesehen und daher nicht vervollständigt.

## Ausstrahlung in Deutschland
Teenage Mutant Ninja Turtles wurde das erste Mal vom 12. Oktober 2005 bis zum 23. Dezember 2005 ausgestrahlt, dabei wurden immer von Montag bis Freitag die ersten 52 Folgen (die ersten beiden Staffeln) gezeigt. In den darauf folgenden Jahren wurden diese beiden Staffeln noch 4 Mal bei RTL2 wiederholt, wobei die letzte Ausstrahlung stellenweise gekürzt war. Am 1. September 2006 begann Jetix mit der Ausstrahlung und sendete die ersten beiden Staffel in Non-Stop-Wiederholungen montags bis freitags bis zum 10. Juli 2009. Die Staffeln drei bis sieben wurden nie im deutschen Fernsehen gezeigt.

## Episodenliste
| Episode    | Deutscher Titel                | Erstausstrahlung (DE) | Originaltitel                      | Erstausstrahlung (USA) |
| ---------- | ------------------------------ | --------------------- | ---------------------------------- | ---------------------- |
| 001 (1-01) | Schattenkrieger                | 12. Oktober 2005      | Things Change                      | 8. Februar 2003        |
| 002 (1-02) | Kampf den Blechbüchsen, Teil 1 | 13. Oktober 2005      | A Better Mousetrap                 | 15. Februar 2003       |
| 003 (1-03) | Kampf den Blechbüchsen, Teil 2 | 14. Oktober 2005      | Attack of the Mousers              | 22. Februar 2003       |
| 004 (1-04) | Gestatten – Casey Jones        | 17. Oktober 2005      | Meet Casey Jones                   | 1. März 2003           |
| 005 (1-05) | Der Elefant im Porzellanladen  | 18. Oktober 2005      | Nano                               | 8. März 2003           |
| 006 (1-06) | Fremde Ninjas                  | 19. Oktober 2005      | Darkness on the Edge of Town       | 15. März 2003          |
| 007 (1-07) | Die Kunst der Unsichtbarkeit   | 20. Oktober 2005      | The Way of Invisibility            | 22. März 2003          |
| 008 (1-08) | Kuchen für Casey               | 21. Oktober 2005      | Fallen Angel                       | 29. März 2003          |
| 009 (1-09) | Der Müllmann                   | 24. Oktober 2005      | Garbageman                         | 5. April 2003          |
| 010 (1-10) | Shredder schlägt zu, Teil 1    | 25. Oktober 2005      | The Shredder Strikes, Part 1       | 12. April 2003         |
| 011 (1-11) | Shredder schlägt zu, Teil 2    | 26. Oktober 2005      | The Shredder Strikes, Part 2       | 19. April 2003         |
| 012 (1-12) | Der Held, der keiner war       | 27. Oktober 2005      | The Unconvincing Turtle Titan      | 3. Mai 2003            |
| 013 (1-13) | Das Geheimlabor, Teil 1        | 28. Oktober 2005      | Notes from the Underground, Part 1 | 10. Mai 2003           |
| 014 (1-14) | Das Geheimlabor, Teil 2        | 31. Oktober 2005      | Notes from the Underground, Part 2 | 17. Mai 2003           |
| 015 (1-15) | Das Geheimlabor, Teil 3        | 2. November 2005      | Notes from the Underground, Part 3 | 24. Mai 2003           |
| 016 (1-16) | Hommage an Jack                | 3. November 2005      | The King                           | 31. Mai 2003           |
| 017 (1-17) | Shredders Rache, Teil 1        | 4. November 2005      | The Shredder Strikes Back, Part 1  | 7. Juni 2003           |
| 018 (1-18) | Shredders Rache, Teil 2        | 7. November 2005      | The Shredder Strikes Back, Part 2  | 14. Juni 2003          |
| 019 (1-19) | Weißt du noch, Leo?            | 8. November 2005      | Tales of Leo                       | 13. September 2003     |
| 020 (1-20) | Jagd auf den grünen Mann       | 9. November 2005      | The Monster Hunter                 | 20. September 2003     |
| 021 (1-21) | Die Rückkehr, Teil 1           | 10. November 2005     | Return to New York, Part 1         | 27. September 2003     |
| 022 (1-22) | Die Rückkehr, Teil 2           | 11. November 2005     | Return to New York, Part 2         | 4. Oktober 2003        |
| 023 (1-23) | Die Rückkehr, Teil 3           | 14. November 2005     | Return to New York, Part 3         | 11. Oktober 2003       |
| 024 (1-24) | Raphael Schurkenschreck        | 15. November 2005     | Lone Raph and Cub                  | 18. Oktober 2003       |
| 025 (1-25) | Wer ist Mister Mortu? – Teil 1 | 16. November 2005     | The Search for Splinter, Part 1    | 25. Oktober 2003       |
| 026 (1-26) | Wer ist Mister Mortu? – Teil 2 | 17. November 2005     | The Search for Splinter, Part 2    | 1. November 2003       |

| Episode    | Deutscher Titel               | Erstausstrahlung (DE) | Originaltitel                                          | Erstausstrahlung (USA) |
| ---------- | ----------------------------- | --------------------- | ------------------------------------------------------ | ---------------------- |
| 027 (2-01) | Der Planet D’Honnibb          | 18. November 2005     | Turtles in Space, Part 1: The Fugitoid                 | 8. November 2003       |
| 028 (2-02) | Ärger mit den Triceratons     | 21. November 2005     | Turtles in Space, Part 2: The Trouble with Triceratons | 15. November 2003      |
| 029 (2-03) | Das große Haus                | 22. November 2005     | Turtles in Space, Part 3: The Big House                | 22. November 2003      |
| 030 (2-04) | Live in der Arena!            | 23. November 2005     | Turtles in Space, Part 4: The Arena                    | 29. November 2003      |
| 031 (2-05) | In letzter Sekunde            | 24. November 2005     | Turtles in Space Part 5: Triceraton Wars               | 6. Dezember 2003       |
| 032 (2-06) | Geheime Herkunft, Teil 1      | 25. November 2005     | Secret Origins, Part 1                                 | 17. Januar 2004        |
| 033 (2-07) | Geheime Herkunft, Teil 2      | 28. November 2005     | Secret Origins, Part 2                                 | 24. Januar 2004        |
| 034 (2-08) | Shredders Abgang              | 29. November 2005     | Secret Origins, Part 3                                 | 31. Januar 2004        |
| 035 (2-09) | Der ultimative Ninja          | 1. Dezember 2005      | The Ultimate Ninja                                     | 7. Februar 2004        |
| 036 (2-10) | Erinnerungen                  | 30. November 2005     | Reflections                                            | 14. Februar 2004       |
| 037 (2-11) | Familiengeschichten           | 2. Dezember 2005      | Modern Love: The Return of Nano                        | 21. Februar 2004       |
| 038 (2-12) | Das Ding aus der Kanalisation | 5. Dezember 2005      | What a Croc!                                           | 28. Februar 2004       |
| 039 (2-13) | Das Geheimnis der Kristalle   | 6. Dezember 2005      | Return to the Underground                              | 6. März 2004           |
| 040 (2-14) | Zwischen den Fronten, Teil 1  | 7. Dezember 2005      | City at War, Part 1                                    | 13. März 2004          |
| 041 (2-15) | Zwischen den Fronten, Teil 2  | 8. Dezember 2005      | City at War, Part 2                                    | 20. März 2004          |
| 042 (2-16) | Zwischen den Fronten, Teil 3  | 9. Dezember 2005      | City at War, Part 3                                    | 27. März 2004          |
| 043 (2-17) | Abfallantis                   | 12. Dezember 2005     | Junklantis                                             | 3. April 2004          |
| 044 (2-18) | Der goldene Puck              | 13. Dezember 2005     | The Golden Puck                                        | 10. April 2004         |
| 045 (2-19) | Der Doppelgänger, Teil 1      | 14. Dezember 2005     | Rogue in the House, Part 1                             | 17. April 2004         |
| 046 (2-20) | Der Doppelgänger, Teil 2      | 15. Dezember 2005     | Rogue in the House, Part 2                             | 24. April 2004         |
| 047 (2-21) | Onkel August lässt grüßen     | 16. Dezember 2005     | April’s Artifact                                       | 1. Mai 2004            |
| 048 (2-22) | Rückkehr der Justice Force    | 19. Dezember 2005     | Return of the Justice Force                            | 8. Mai 2004            |
| 049 (2-23) | Splinters Geheimnis           | 20. Dezember 2005     | The Big Brawl, Part 1                                  | 15. Mai 2004           |
| 050 (2-24) | Eine Frage der Ehre           | 21. Dezember 2005     | The Big Brawl, Part 2                                  | 18. September 2004     |
| 051 (2-25) | Splinter unter Verdacht       | 22. Dezember 2005     | The Big Brawl, Part 3                                  | 25. September 2004     |
| 052 (2-26) | Der Champion                  | 23. Dezember 2005     | The Big Brawl, Part 4                                  | 2. Oktober 2004        |

| Episode    | Originaltitel          | Erstausstrahlung (USA) |
| ---------- | ---------------------- | ---------------------- |
| 053 (3-01) | Space Invaders, Part 1 | 9. Oktober 2004        |
| 054 (3-02) | Space Invaders, Part 2 | 16. Oktober 2004       |
| 055 (3-03) | Space Invaders, Part 3 | 23. Oktober 2004       |
| 056 (3-04) | Worlds Collide, Part 1 | 30. Oktober 2004       |
| 057 (3-05) | Worlds Collide, Part 2 | 6. November 2004       |
| 058 (3-06) | Worlds Collide, Part 3 | 13. November 2004      |
| 059 (3-07) | Touch and Go           | 20. November 2004      |
| 060 (3-08) | Hunted                 | 27. November 2004      |
| 061 (3-09) | H.A.T.E.               | 4. Dezember 2004       |
| 062 (3-10) | Nobody’s Fool          | 11. Dezember 2004      |
| 063 (3-11) | New Blood              | 22. Januar 2005        |
| 064 (3-12) | The Lesson             | 18. Dezember 2004      |
| 065 (3-13) | The Christmas Aliens   | 25. Dezember 2004      |
| 066 (3-14) | The Darkness Within    | 29. Januar 2005        |
| 067 (3-15) | Mission of Gravity     | 5. Februar 2005        |
| 068 (3-16) | The Entity Below       | 6. Februar 2005        |
| 069 (3-17) | Time Travails          | 7. Februar 2005        |
| 070 (3-18) | Hun on the Run         | 8. Februar 2005        |
| 071 (3-19) | Reality Check          | 5. März 2005           |
| 072 (3-20) | Across the Universe    | 12. März 2005          |
| 073 (3-21) | Same As It Never Was   | 17. März 2005          |
| 074 (3-22) | The Real World, Part 1 | 26. März 2005          |
| 075 (3-23) | The Real World, Part 2 | 2. April 2005          |
| 076 (3-24) | Bishop’s Gambit        | 9. April 2005          |
| 077 (3-25) | Exodus, Part 1         | 16. April 2005         |
| 078 (3-26) | Exodus, Part 2         | 23. April 2005         |

| Episode    | Originaltitel                | Erstausstrahlung (USA)            |
| ---------- | ---------------------------- | --------------------------------- |
| 079 (4-01) | Cousin Sid                   | 10. September 2005                |
| 080 (4-02) | The People’s Choice          | 17. September 2005                |
| 081 (4-03) | Sons of the Silent Age       | 1. Oktober 2005                   |
| 082 (4-04) | Dragon’s Brew                | 8. Oktober 2005                   |
| 083 (4-05) | I, Monster                   | 15. Oktober 2005                  |
| 084 (4-06) | Grudge Match                 | 22. Oktober 2005                  |
| 085 (4-07) | A Wing and a Prayer          | 25. September 2005                |
| 086 (4-08) | Bad Day                      | 5. November 2005                  |
| 087 (4-09) | Aliens Among Us              | 12. November 2005                 |
| 088 (4-10) | Dragons Rising               | 19. November 2005                 |
| 089 (4-11) | Still Nobody                 | 26. November 2005                 |
| 090 (4-12) | All Hallows Thieves          | 29. Oktober 2005                  |
| 091 (4-13) | Samurai Tourist              | 3. Dezember 2005                  |
| 092 (4-14) | The Ancient One              | 10. Dezember 2005                 |
| 093 (4-15) | Scion of the Shredder        | 4. Februar 2006                   |
| 094 (4-16) | Prodigal Son                 | 11. Februar 2006                  |
| 095 (4-17) | Outbreak                     | 18. Februar 2006                  |
| 096 (4-18) | Trouble with Augie           | 25. Februar 2006                  |
| 097 (4-19) | Insane in the Membrane       | 14. Oktober 2006 (nur in England) |
| 098 (4-20) | Return of Savanti, Part 1    | 11. März 2006                     |
| 099 (4-21) | Return of Savanti, Part 2    | 18. März 2006                     |
| 100 (4-22) | Tale of Master Yoshi         | 4. März 2006                      |
| 101 (4-23) | Adventures in Turtle Sitting | 25. März 2006                     |
| 102 (4-24) | Good Genes, Part 1           | 1. April 2006                     |
| 103 (4-25) | Good Genes, Part 2           | 8. April 2006                     |
| 104 (4-26) | Ninja Tribunal               | 15. April 2006                    |

| Episode    | Originaltitel              | Erstausstrahlung (USA) |
| ---------- | -------------------------- | ---------------------- |
| 105 (5-01) | Lap of the Gods            | 16. Februar 2008       |
| 106 (5-02) | Demons and Dragons         | 23. Februar 2008       |
| 107 (5-03) | Legend of the Five Dragons | 1. März 2008           |
| 108 (5-04) | More Worlds Than One       | 8. März 2008           |
| 109 (5-05) | Beginning of the End       | 15. März 2008          |
| 110 (5-06) | Membership Drive           | 24. März 2008          |
| 111 (5-07) | New World Order, Part 1    | 29. März 2008          |
| 112 (5-08) | New World Order, Part 2    | 5. April 2008          |
| 113 (5-09) | Fathers & Sons             | 12. April 2008         |
| 114 (5-10) | Past and Present           | 19. April 2008         |
| 115 (5-11) | Enter the Dragons, Part 1  | 26. April 2008         |
| 116 (5-12) | Enter the Dragons, Part 2  | 3. Mai 2008            |

| Episode    | Originaltitel                 | Erstausstrahlung (USA) |
| ---------- | ----------------------------- | ---------------------- |
| 117 (6-01) | Future Shellshock             | 29. Juli 2006          |
| 118 (6-02) | Obsolete                      | 5. August 2006         |
| 119 (6-03) | Home Invasion                 | 12. August 2006        |
| 120 (6-04) | Headlock Prime                | 30. September 2006     |
| 121 (6-05) | Playtime’s Over               | 7. Oktober 2006        |
| 122 (6-06) | Bishop to Knight              | 14. Oktober 2006       |
| 123 (6-07) | Night of Sh’Okanabo           | 21. Oktober 2006       |
| 124 (6-08) | Clash of the Turtle Titans    | 28. Oktober 2006       |
| 125 (6-09) | Fly Me to the Moon            | 4. November 2006       |
| 126 (6-10) | Invasion of the Body Jacker   | 11. November 2006      |
| 127 (6-11) | The Freaks Come Out at Night  | 25. November 2006      |
| 128 (6-12) | Bad Blood                     | 2. Dezember 2006       |
| 129 (6-13) | The Journal                   | 9. Dezember 2006       |
| 130 (6-14) | The Gaminator                 | 16. Dezember 2006      |
| 131 (6-15) | Graduation Day: Class of 2105 | 24. März 2007          |
| 132 (6-16) | Timing Is Everything          | 31. März 2007          |
| 133 (6-17) | Enter the Jammerhead          | 7. April 2007          |
| 134 (6-18) | Milk Run                      | 14. April 2007         |
| 135 (6-19) | The Fall of Darius            | 21. April 2007         |
| 136 (6-20) | Turtle X-Tinction             | 28. April 2007         |
| 137 (6-21) | Race For Glory                | 8. September 2007      |
| 138 (6-22) | Head of State                 | 15. September 2007     |
| 139 (6-23) | DNA is Thicker than Water     | 6. Oktober 2007        |
| 140 (6-24) | The Cosmic Completist         | 13. Oktober 2007       |
| 141 (6-25) | The Day of Awakening          | 20. Oktober 2007       |
| 142 (6-26) | Zixxth Sense                  | 27. Oktober 2007       |

| Episode    | Originaltitel                | Erstausstrahlung (USA) |
| ---------- | ---------------------------- | ---------------------- |
| 143 (7-01) | Tempus Fugit                 | 13. September 2008     |
| 144 (7-02) | Karate Schooled              | 20. September 2008     |
| 145 (7-03) | Something Wicked             | 27. September 2008     |
| 146 (7-04) | The Engagement Ring          | 4. Oktober 2008        |
| 147 (7-05) | Hacking Stockman             | 18. Oktober 2008       |
| 148 (7-06) | Incredible Shrinking Serling | 25. Oktober 2008       |
| 149 (7-07) | Identity Crisis              | 1. November 2008       |
| 150 (7-08) | Web Wranglers                | 8. November 2008       |
| 151 (7-09) | SuperQuest                   | 15. November 2008      |
| 152 (7-10) | Virtual Reality Check        | 22. November 2008      |
| 153 (7-11) | City Under Siege             | 29. November 2008      |
| 154 (7-12) | Super Power Struggle         | 21. Februar 2009       |
| 155 (7-13) | Wedding Bells and Bytes      | 28. Februar 2009       |
| 156 (7-14) | Mayhem from Mutant Island    | 27. März 2010          |

## Synchronisation
Die deutsche Synchronfassung wurde von den Media Factory Berlin – Sound 'N' Picture erstellt.
| Rolle                          | Originalstimme     | Deutsche Synchronsprecher |
| ------------------------------ | ------------------ | ------------------------- |
| Leonardo                       | Mike Sinterniklaas | Tommy Morgenstern         |
| Michelangelo                   | Wayne Grayson      | Julien Haggège            |
| Donatello                      | Sam Riegel         | Robin Kahnmeyer           |
| Raphael                        | Frank Frankson     | Jan-David Rönfeldt        |
| Splinter                       | Darren Dunstan     | Jan Spitzer               |
| Angel                          | Tara Jayne         | Tanya Kahana              |
| April O’Neil                   | Veronica Taylor    | Susanne Geier             |
| Casey Jones                    | Marc Thompson      | Christoph Banken          |
| Professor Honeycutt / Fugitoid | Oliver Wyman       | Santiago Ziesmer          |
| Leatherhead                    | Gary K. Lewis      | Hans-Werner Bussinger     |
| Miyamoto Usagi                 | Jason Griffith     | Jan Andres                |
| Mr. Mortu                      | Dan Green          | Klaus-Dieter Klebsch      |
| Silver Sentry                  | Terrence Archie    | Oliver Siebeck            |
| Ultimativer Daiymio            | Marc Thompson      | Jürgen Kluckert           |
| Ultimativer Ninja              | Ted Lewis          | Viktor Neumann            |
| Baxter Stockman                | Scott Williams     | Stefan Fredrich           |
| Commander Mozar                | Dan Green          | Axel Lutter               |
| Garbageman                     | Mike Pollock       | Olaf Reichmann            |
| General Blanque                | Mike Pollock       | Frank Muth                |
| Hun                            | Greg Carey         | Tilo Schmitz              |
| Oroku Karai                    | Karen Neil         | Christin Marquitan        |
| Oroku Saki / Shredder          | Scottie Ray        | Thomas Wolff              |
| Zanramon                       | David Brimmer      | Uli Krohm                 |